# Evolutionary Archaeology
Die Evolutionary Archaeology [iːvəˈluːʃnri ɑːkiˈɒlədʒi] (auch Darwinian Archaeology, Selective Archaeology) ist eine theoretische Strömung der Archäologie, welche die Entwicklung vergangener menschlicher Gesellschaften mit Erkenntnissen der Evolutionstheorie erklärt. Sie ist eng mit der Soziobiologie und anderen darwinistischen Forschungszweigen verwandt.
Evolutionary Archaeology ist seit den 1990er Jahren ein vielfältig angewandter Begriff im wissenschaftlichen Diskurs. Es existiert jedoch keine einheitliche Definition seiner Bedeutung. Ursprünglich der prähistorischen Forschung entstammend, kann die Theorie der Evolutionary Archaeology auf alle Teilgebiete der Archäologie angewandt werden.

## Überblick

Die Merkmale der Evolutionary Archaeology, Prozessualen Archäologie und Postprozessualen Archäologie.

Die Evolutionary Archaeology will, über große Zeitspannen und vielfältige Naturräume hinweg, menschliches Verhalten in ein System einordnen. Sie sucht nach wiederkehrenden Mustern der Entwicklung, denen sie Gesetzmäßigkeiten zuordnen kann. Dabei bedient sie sich der Methoden des Darwinismus. Sie kritisiert eine seit den 1980er Jahren voranschreitende dekonstruktivistische Relativierung archäologischer Erkenntnisse und sieht sich damit in direkter Konkurrenz zur Postprozessualen bzw. Interpretativen Archäologie. Die Evolutionary Archaeology argumentiert, dass menschliche Gesellschaften das Produkt kultureller Evolution sind und diese wiederum mit universell gültigen Gesetzen erklärbar ist. Anders als die postprozessuale Archäologie, sieht sie historische Entwicklungen nicht als das Ergebnis sich bewusst entscheidender Individuen, sondern als die Folge unbewusst ablaufender Adaptionsmechanismen. Bei archäologischen Untersuchungen sollen demnach nicht der einzelne Mensch, sondern große Strukturen im Vordergrund stehen. Der britische Evolutionsarchäologe Stephen Shennan schreibt dazu:

“[…] archaeologists do not need to be failed ethnographers, forever regretting the demise of the people they would like to talk to. […] archaeology should investigate the past in a way that plays to archaeologists´ strengths. These undoubtedly lie in the characterization of long-term patterning in past societies and their material products.”

„[…] Archäologen müssen keine gescheiterten Ethnographen sein, die auf ewig das Hinscheiden der Menschen bedauern mit denen sie gerne sprechen würden. […] Archäologie sollte die Vergangenheit auf eine Weise untersuchen, welche den Stärken der Archäologen in die Hände spielt. Diese liegen zweifellos in der Charakterisierung von Langzeitstrukturen vergangener Gesellschaften und deren materieller Erzeugnisse.“

## Theoretische Diskussionen in der deutschsprachigen Archäologie
Um die internationalen anthropologischen Theorieströmungen seit dem Zweiten Weltkrieg in einem deutschsprachigen Kontext nachvollziehen zu können, müssen die landesabhängigen, methodischen Unterschiede zwischen den Wissenskulturen verstanden werden.
Wie viele theoretische Bewegungen in der Archäologie ist auch die Evolutionary Archaeology anglo-amerikanischer Herkunft.
In Mitteleuropa ist häufig eine gewisse Verzögerung bei der Übernahme von aus dem Ausland stammenden Diskussionen zu beobachten. Manche Archäologen sprechen in diesem Zusammenhang von einer „Theoriefeindlichkeit“, die in der deutschsprachigen Fachwelt vorherrschen würde.

### Beispiele
Der deutsche Professor für Ur- und Frühgeschichte Ulrich Veit vergleicht die mitteleuropäischen Archäologen und ihre englischsprachigen Kollegen in einem Beispiel mit Entdeckungsreisenden. An den Küsten eines unbekannten Kontinents gelandet, würde der Deutsche erst versuchen, wirklichkeitsgetreu den genauen Küstenverlauf zu kartieren, sich aber bei Spekulationen über Größe und Form des gesamten Kontinents zurückhalten. Statt die neue Landmasse hypothetisch aufzuzeichnen, ließe er die unerforschten Teile der Karte lieber weiß. Nur wenn sich eine Deckungsgleichheit mit den Aufzeichnungen seiner Kollegen ergebe, würde er der Verbindung verschiedener Kartierungen zu einem „großen Ganzen“ zustimmen. Sein anglo-amerikanischer Kollege würde sich dagegen wenig für die Topographie im Kleinen interessieren, aber bald versuchen die Form des ganzen Kontinents zu erkennen. Er würde die wenigen Anhaltspunkte die ihm bekannt sind verbinden und in Kauf nehmen, dass die daraus resultierende kartographische Darstellung mit dem wirklichen Aussehen der Landmasse nicht viel gemeinsam hat. Für ihn stünde die Möglichkeit im Vordergrund, den neuen Kontinent in die Systeme der bekannten Welt einzuverleiben und daran neue Weltmodelle zu erproben. Diese Charakterisierung der Unterschiede zwischen deutschen und englischsprachigen Prähistorikern lässt sich ebenfalls auf die etwas internationaleren Kategorien, „traditionelle“ und „moderne“ Archäologen anwenden.

## Forschungsgeschichte
Der Begriff Evolutionary Archaeology tauchte erstmals Ende der 1960er Jahre in Beiträgen von David Leonard Clarke und Robert Dunnell auf. Vor allem Dunnell erklärte in Aufsätzen 1978 die Grundsätze der darwinistischen Archäologie. Die eigentlichen Ursprünge der Evolutionsarchäologie finden sich aber, wie es bereits im Namen ersichtlich ist, in der zweiten Hälfte des 19. Jahrhunderts, als die Evolutionstheorie zunehmend Befürworter gewann. Charles Darwin trug mit seinen Werken On the Origin of Species (Die Entstehung der Arten) und The Descent of Man, and Selection in Relation to Sex (Die Abstammung des Menschen und die geschlechtliche Zuchtwahl) entscheidend zur Entstehung der später als Darwinismus bezeichneten Bewegungen in vielen Bereichen der modernen Wissenschaft bei.
In der Archäologie wiederum standen umfassende theoretische Erklärungsmodelle bis zur Mitte des 20. Jahrhunderts noch nicht im Vordergrund. In der Zeit bis in die 1960er Jahre, die innerhalb der Archäologie als die „klassifikatorisch-historische“ Periode bezeichnet wird, wurde vielmehr Wert auf die Datierung einzelner Fundorte und die Schaffung regionaler chronologischer Systeme gelegt. In den 1940er Jahren begannen Archäologen das Konzept der Cultural Ecology des Ethnologen Julian Steward anzuwenden. Man folgte der These, dass Kulturen nicht nur einfach untereinander, sondern auch mit der Umwelt interagieren. Es wurden vermehrt ökologische, umweltbezogene Erklärungen für geschichtliche Veränderungen verwendet. Nach dem Zweiten Weltkrieg kam es zu einer rasanten Entwicklung naturwissenschaftlicher „Hilfsdisziplinen“, wie etwa der Radiokohlenstoffdatierung. Diese Entwicklungen zur Mitte des 20. Jahrhunderts bahnten schließlich den Weg für eine große Umwälzung innerhalb der archäologischen Methodik. Lewis Binfords Aufsatz Archaeology as Anthropology aus dem Jahr 1962 stellte den Anfang dieser New Archaeology genannten Veränderung dar. Sie wurde zunächst vor allem im englischen Sprachraum diskutiert. Ihre Anhänger setzten sich kritisch mit denen, in ihren Augen zu stark historisch, linear erscheinenden Arbeiten ihrer Vorgänger auseinander und forderten eine „Verwissenschaftlichung“ der Archäologie. Diese neue, auch als Prozessuale Archäologen bezeichnete Generation, suchte mehr nach Erklärungen, als nach Beschreibungen vergangener Kulturen. Eine Kultur sollte als ein System analysiert werden. Es wurden Verallgemeinerungen vorgenommen, die es jedem erlauben sollten – ähnlich wie in den Naturwissenschaften – bei beliebiger Wiederholung des Versuchs die gleichen Gesetzmäßigkeiten zu erkennen. Die Tendenz zur Modellbildung, sowie der schon durch Bindford betonte Faktor der Umwelteinflüsse, weisen auf eine gewisse Verwandtschaft der New Archaeology zur Evolutionsarchäologie hin. Im Jahr 1976 erschien The Selfish Gene von Richard Dawkins. Seine Theorie der Meme verschafften den lange „unattraktiv“ erschienenen darwinistischen Strömungen wieder Auftrieb.
Ab den 1980er Jahren bildete sich eine neue theoretische Strömung aus der kritischen Haltung gegenüber der prozessualen New Archaeology. Der durch den britischen Archäologen Ian Hodder geprägte Begriff der Postprozessualen Archäologie stellte nun eine Überschrift für viele postmoderne Fachdisziplinen wie etwa die Marxistischer Archäologie oder die Gender Archaeology. Die Postprozessuale Archäologie vertritt die These, dass die archäologische Wissenschaft das Produkt gegenwärtiger sozialer Prozesse ist. Aktuelle politische, ökonomische und kulturelle Interessen bilden dieser Theorie nach die Basis des modernen Verständnisses von vergangenem Verhalten. Die Postprozessuale Archäologie sieht die Vergangenheit nicht mehr als eine mit „unbestechlichen“ (Natur)Wissenschaften zu entschlüsselnde Wahrheit, sondern als eine leicht formbare Masse, die durch von außen herangetragene Interpretationen gebildet wird. Sie steht damit diametral der Evolutionary Archaeology gegenüber, die ihren Thesen feste Gesetzmäßigkeiten zugrunde legt und den Menschen nicht als auslösenden Agens für gesellschaftliche Entwicklungen betrachtet.
Die Evolutionary Archaeology bildete sich in den 1990er und 2000er Jahren als eine der führenden Theorieströmungen heraus. Sie wirkte in diesen Zeitraum vereinheitlichend auf ihre anfangs noch ungebunden agierenden Kritiker. Die den verschiedenen Strömungen der Postprozessualen Archäologie angehörenden Gegner vereinten sich zunehmend unter dem Begriff der Interpretative Archaeology. Während die 1980er Jahre noch von intensiven Theoriediskussionen geprägt waren, zeigte sich in der ersten Dekade des 21. Jahrhunderts eine starke Separation der verschiedenen theoretischen Strömungen. Obwohl sich die zwei Schulen, die interpretativen und die darwinistischen Archäologen mit ihren Modellen als Konkurrenten verstehen, kam es nur begrenzt zu einem Dialog.

## Beispiele
Anhand des im prähistorischen Nordamerika zu beobachtenden, flächendeckenden Wechsels von Faustkeilen zu Abschlagklingen lassen sich die Unterschiede zwischen der schon seit den 1960er Jahren verbreiteten prozessualen Archäologie und der relativ jungen darwinistischen Herangehensweise skizzieren.
- William Parry und Robert Kelly demonstrierten in ihrem 1989 erschienenen Artikel „Expedient Core Technology and Sedentism“[15] wie die prozessuale Archäologie diesen Technologiewechsels erklärt. Die Struktur ihrer Argumentation kann dabei als typisch für diese, die zweite Hälfte des 20. Jahrhunderts teils dominierende prozessuale Methodik gelten. Dabei werden folgende Schritte unternommen:

1. Empirische Untersuchungen beweisen, dass überall in Nordamerika ein Technologiewechsel stattfand.
2. Ethnologische Beobachtungen von Kulturen, welche gegenwärtig noch die Abschlagtechnik zur Produktion von Klingen praktizieren, werden benutzt, um Verhaltensmuster der prähistorischen Produzenten nachzuvollziehen. Es wird festgestellt, dass beim Abschlagen nicht zwischen „guten Klingen“ und Abfall unterschieden wird. Scheinbar wird auch kein Wert darauf gelegt, durch die Produktionsmethode die Form der entstehenden Abschläge zu kontrollieren. Abschlagklingen sind einfacher anzufertigen, aber wegen der benötigten Gesteinsmenge ist es aufwendiger das Ausgangsmaterial zu beschaffen. Das genaue Gegenteil gilt für Faustkeile.
3. Es wird nach einer Verbindung des prähistorischen Technologiewechsels mit sich verändernden Umweltbedingungen wie etwa dem Klima gesucht. Da aber keine direkten Korrelationen erkannt werden, bleibt nur die Suche nach einem gleichzeitig stattgefundenen Wechsel der Lebensweise. Es wird festgestellt, dass mit dem Auftauchen der Abschlagklingen auch die Sesshaftigkeit der Produzenten einsetzte.
4. Diese Beobachtungen lassen die Vermutung zu, dass die leichter herzustellenden Abschlagklingen im Vergleich zu den aufwendigeren, doppelseitig behauenen Faustkeilen eine nützlichere Alternative bei Sesshaftigkeit bildeten. Bei stärkerer Mobilität während der nicht sesshaften Phase brachten dagegen die in geringerer Zahl benötigten und daher weniger abbauintensiven Faustkeile Vorteile. Die neue, sesshafte Lebensweise gilt in dieser prozessualen Untersuchung also als die schlussendliche Ursache für den Technologiewechsel.[16][17]

- Die darwinistische oder selektive Archäologie wendet bei der gleichen Fundsituation eine grundlegend andere Methodik an. Sie geht davon aus, dass evolutionäre Erklärungen für menschliche Entwicklungen per Definition von dem Verhalten der untersuchten Menschen unabhängig sind und sich daher auf Umweltfaktoren beziehen. Menschliche Anpassungsvorgänge seien nur die Folge einer ursprünglichen, ökologischen Ursache. Entsprechend kann die evolutionäre Archäologie nicht ein bestimmtes Verhalten (Änderung der Herstellungstechnik von Faustkeilen zu Abschlagklingen) abschließend mit einem anderen Verhalten (zunehmende Sesshaftigkeit) erklären. Sie geht bei der Suche nach den Ursachen stattdessen auf folgende Weise vor:

1. Der Wechsel zu einer neuen Technologie wird, der Begrifflichkeit der ursprünglich biologisch gedachten Evolutionstheorie folgend, als reproduktiver Erfolg gedeutet. Dieser reproduktive Erfolg kann somit entweder das Produkt von Stochastischen Prozessen, Selektion oder Sortierung sein.
2. Ein Stochastischer Prozess, also ein rein zufälliger Vorgang, wird ausgeschlossen, da der Technologiewechsel in vielen verschiedenen Regionen Nordamerikas die gleiche Entwicklungsrichtung aufweist (von Faustkeilen zu Abschlagklingen).
3. Selektion erscheint möglich, da die einheitliche Entwicklungsrichtung auf einen Anpassungsvorteil der neuen Technologie hindeutet. Anpassung erfolgt durch selektiven Druck. Dieser Selektionsdruck hat wiederum eine übergeordnete Ursache. Da die Evolutionsarchäologie menschliches Verhalten nicht als schlussendlichen Verursacher akzeptiert, kann auch Parrys und Kellys Sesshaftigkeitsthese nicht als abschließende Erklärung dienen. Stattdessen kommt eine unbekannte Umweltveränderung in Frage.
4. Umweltfaktoren müssen aber nicht direkt für den Technologiewechsel verantwortlich sein. Die Einführung der Abschlagklingen kann die Folge einer anderen Anpassung an eine ursprüngliche Ursache sein. Dieser Prozess wird als Sortierung bezeichnet. Es ist in der darwinistischen Theorie somit denkbar, dass die neue Herstellungstechnik der Steinwerkzeuge oberflächlich scheinbar durch menschliches Verhalten verursacht wurde. Dabei kommt beispielsweise der gleichzeitig mit den zunehmenden Abschlagklingen erstmals zu beobachtende Maisanbau als oberflächlicher Verursacher in Frage.
5. Die evolutionary Archaeology sieht folglich verschiedene mögliche Erklärungen für den Technologiewechsel. Beispielsweise könnte die Abschlagtechnik durch eine verringerte Mobilität favorisiert worden sein. Die verringerte Mobilität wäre wiederum das Produkt eines externen, den sesshaften Maisanbau favorisierenden Selektionsdrucks. In jeder Variante ist aber immer die direkte (Selektion) oder indirekte (Sortierung) Anpassung an nichtmenschliche Umweltfaktoren der eigentliche Verursacher.[18]

## Kritik
Die Evolutionary Archaeology wird vor allem von Anhängern der interpretativen Theorieströmungen kritisiert. Diese argumentieren, dass der Mensch ein Kulturwesen ist, dessen individuelle Entscheidungen sich nicht mit naturwissenschaftlichen Gesetzen erklären lassen. Die wichtigsten Kritikpunkte lauten dabei:
- Idealisierung der Aussagekraft des archäologischen Befundes: Kritiker werfen den Evolutionsarchäologen vor, dass sie jede (zeitliche) Veränderung der Häufigkeit von Fundtypen als ein Zeichen von evolutionären Vorgängen identifizieren. Dabei sehen sie in Veränderungen, die eine Entwicklungsrichtung aufweisen einen Beweis für Selektionsmechanismen und in richtungslosen Schwankungen der Fundfrequenz ein Beispiel für evolutionären Drift. Sie ignorieren dabei jedoch, dass der strikte Aufbau der Evolutionstheorie auf einen vollständigen, lückenlosen Befund angewiesen ist. Diesen Anspruch kann die Archäologie aber schon aus rein quantitativen Gründen niemals erfüllen.[19]

- Überschätzung der eigenen „Wissenschaftlichkeit“: Obwohl innerhalb der darwinistischen Archäologie darüber diskutiert wird, ob die Evolutionstheorie mehr im Sinne einer Metapher als einer Gesetzmäßigkeit angewandt werden sollte, kommuniziert sie nach außen eine Überlegenheit durch ihre angeblich strikte Verwendung von „Naturgesetzen“. Dieser von Kollegen als arrogant empfundene exklusivistische Wahrheitsanspruch verhindert einen stärkeren Austausch zwischen den Theorieströmungen.[20]

- Ignoranz menschlicher Irrationalität: Da die darwinistische Archäologie alles menschliche Entscheidungsverhalten als Adaptionsmechanismus betrachtet, verkennt sie die Existenz von irrationalem Verhalten. Der Mensch als denkendes Individuum trifft auch evolutionstechnisch nicht erklärbare, kontraproduktive Entscheidungen, die nicht in das Schema von Selektion und Anpassung passen.

- Illusion der Neutralität: Anhänger der postprozessualen Archäologen werfen der Evolutionary Archaeology vor, dass sie glaubt, vergangenes Verhalten mit der Zuhilfenahme von naturwissenschaftlichen Methoden neutral untersuchen zu können. Laut Jacques Derrida ist aber jede exotische Kultur durch den Blick des Betrachters geformt, welcher dabei die ihm bekannten Kategorien auf das Unbekannte anwendet.[21]

### Weiterführende Literatur
- Mathew Johnson: Archaeological Theory: An Introduction. Oxford 1999, ISBN 0-631-20296-X.
- R. Lee Lyman, Michael O’Brien: The Goals of Evolutionary Archaeology. In: Current Anthropology. Nr. 39, S. 615–652. Chicago 1998.